# Epamera mirabilis
Epamera mirabilis är en fjärilsart som beskrevs av Druce 1903. Epamera mirabilis ingår i släktet Epamera och familjen juvelvingar. Inga underarter finns listade i Catalogue of Life.